# Десятов, Владимир Павлович

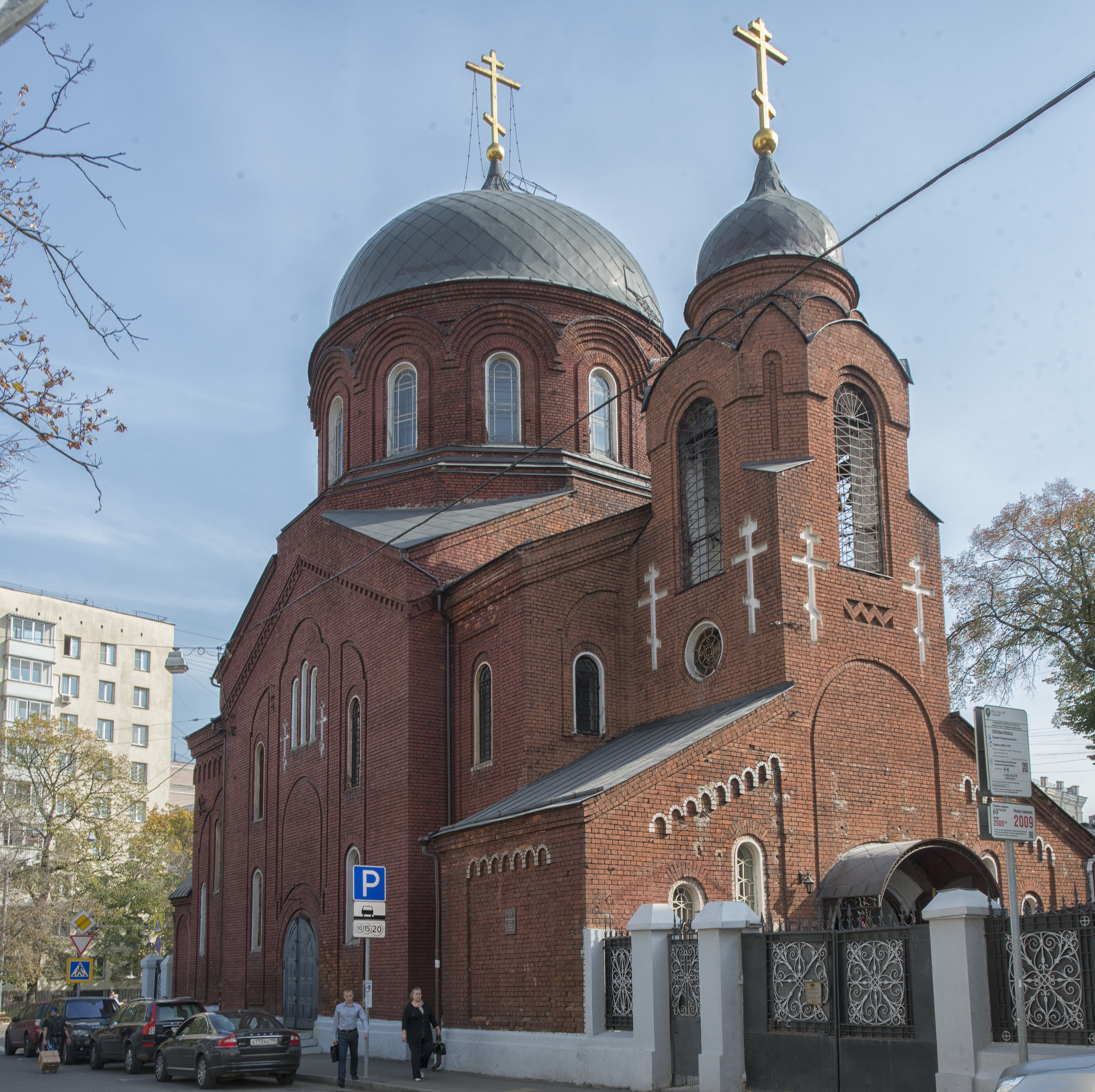
Старообрядческая церковь Покрова

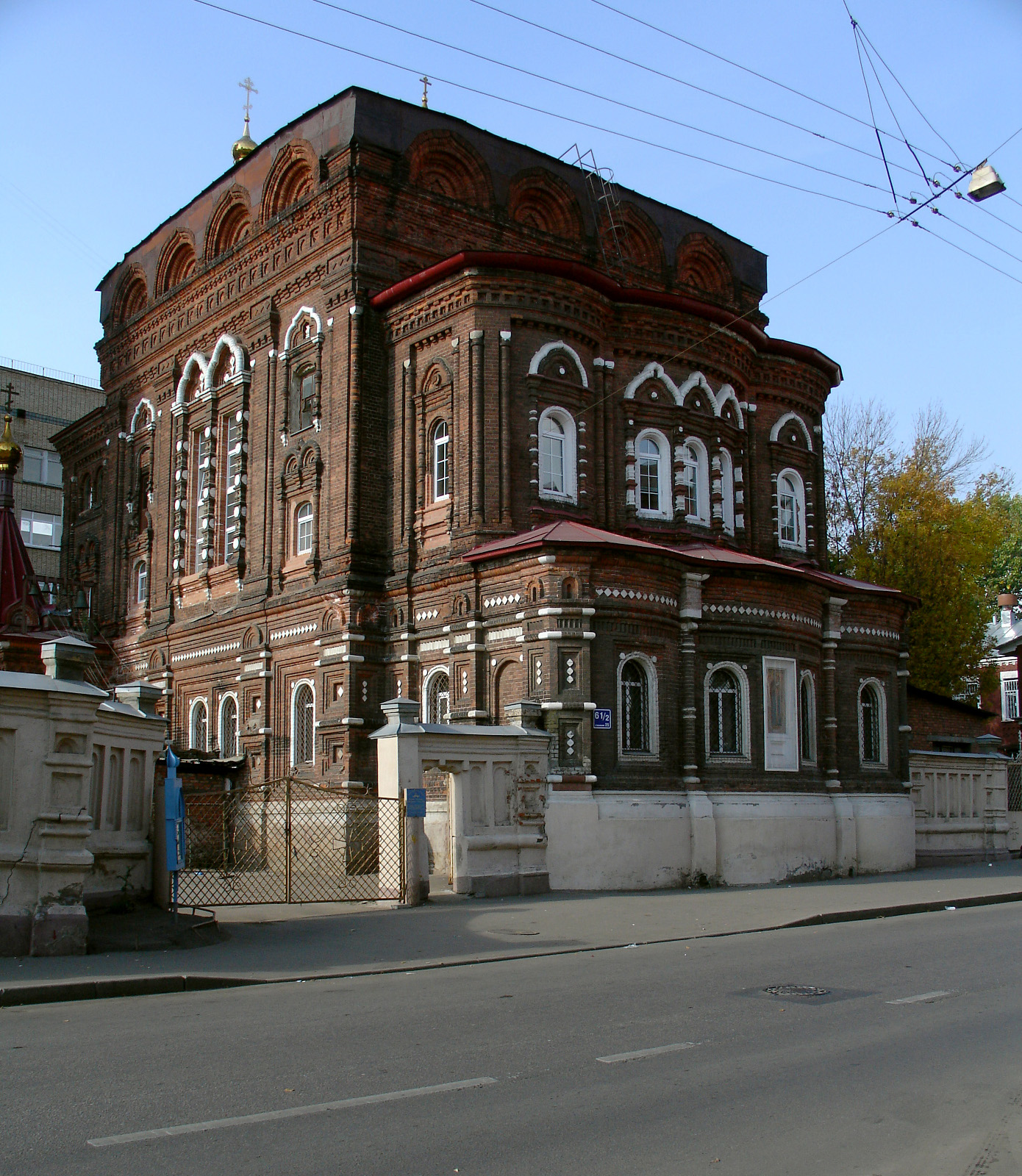
Скорбященская церковь при Старо-Екатерининской больнице

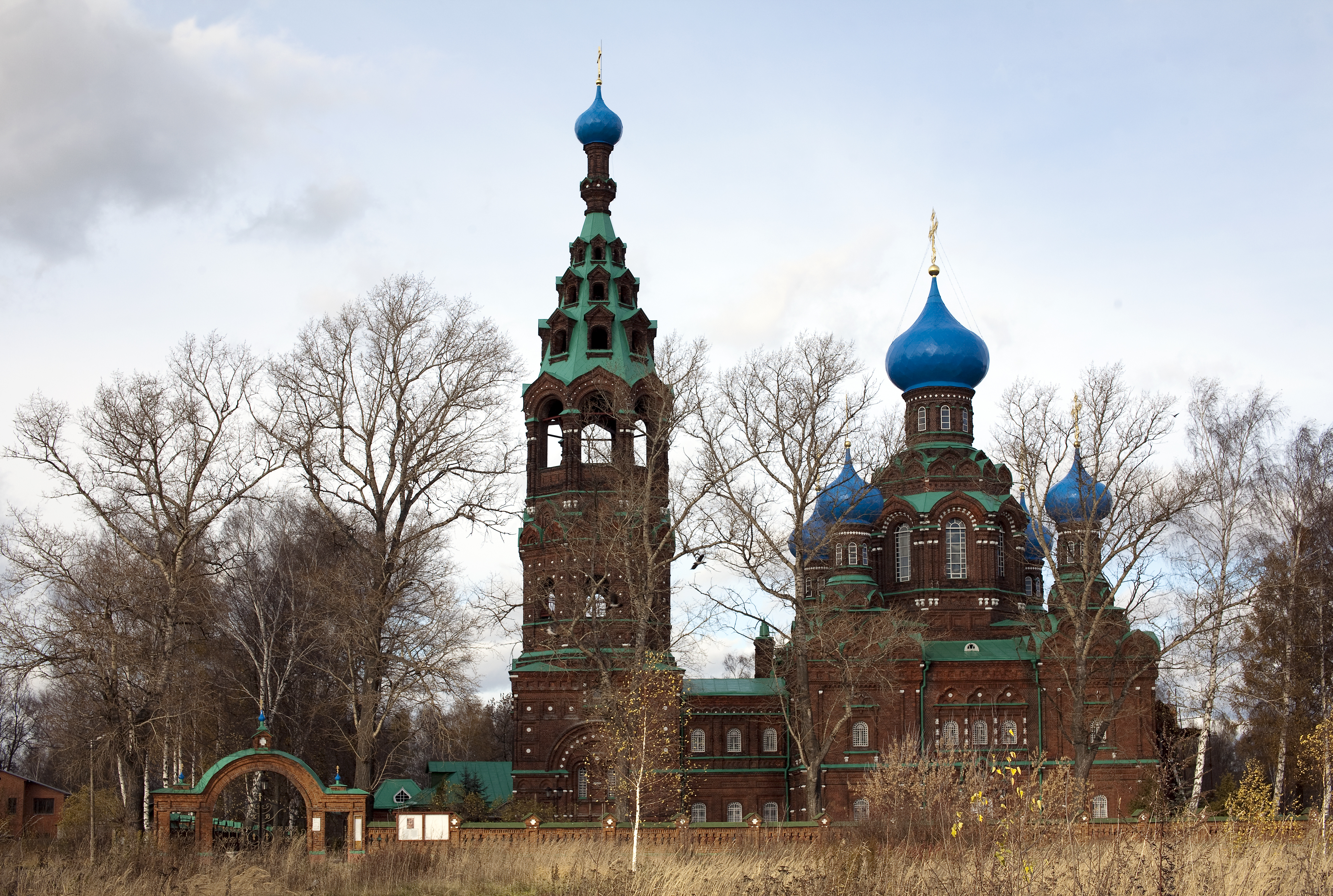
Церковь Покрова в Черкизово

Владимир Павлович Десятов (30 июня (12 июля) 1855, Москва — после 1917) — русский архитектор.

## Биография
Родился 30 июня (12 июля) 1855 года в Москве в семье художника Павла Алексеевича Десятова и его жены Елены Васильевны. Был крещён в церкви Флора и Лавра у Мясницких ворот, впоследствии занимался её исследованием. В 1875 году окончил Московское училище живописи, ваяния и зодчества. Работал при училище. С 1884 года работал в Перми. В 1890 году открыл в Москве архитектурно-строительную контору.
Член комиссии по осмотру и изучению памятников церковной старины города Москвы. Член-учредитель и член совета Императорского Московского археологического института.
До Октябрьской революции жил в Москве по адресу: Пречистенский бульвар, 25. Умер после 1917 года.

## Работы

### В Москве
- Пристройки к школе в Новодевичьем монастыре (1880)[3]
- Жилой дом (1889, Дегтярный переулок, 2)[3]
- Скорбященская церковь при Старо-Екатерининской больнице (1896—1899, улица Щепкина, 61)[3][7]
- Старообрядческая церковь Покрова (1910, Новокузнецкая улица, 38)[3][8]
- Доходный дом В. А. Березина (1910-е, Мясной переулок, 12)[9][10]
- Доходный дом Ф. М. Борисова (1910-е, Огородная улица, 28)[11][12]
- Доходный дом Е. И. Коробовой (1910-е, 1-й Коровий переулок, 4, снесён)[13][14]
- Корпуса аппретурно-красильной фабрики Герасимовых в Измайлове (1903—1913, снесены)[15]
- Корпуса химической и красильной фабрики С. А. Рабиновича на Мироновской улице (1908—1914, снесены)[15]

### В Московской области
- Приделы церкви Николая Чудотворца в селе Жегалово (1891)[3][16]
- Домовая церковь села Хомяково (1894)[3]
- Церковь Александра Невского в Аббакумово (1894, в 1 км от деревни Контемирово Рузского района)[17]
- Церковь Покрова Пресвятой Богородицы в Черкизово (1899—1903)[3][18]
- Приделы и колокольня церкви в селе Знаменское-Губайлово (1902—1905)[3][19]
- Прогимназия в Павловском Посаде (1906—1907)[20]
- Церковь Вознесения Господня на Городке (1906—1909, ныне на территории Павловского Посада)[21]
- Колокольня церкви Николая Чудотворца в Новозагарье (1907—1911, ныне на территории Павловского Посада)[22]
- Собор Покрова Пресвятой Богородицы в Покровско-Васильевском монастыре (1870—1895, 1913)[23] и ограда монастыря[24]